# 최준원
최준원(1982년 5월 17일 ~ )은 전 KBO 리그 야구 선수의 투수이다. 

## 학력
- 유신고등학교
- 동국대학교 (2001학번)